# Isidore Modjo
Pour les articles homonymes, voir Modjo.
Cet article possède un paronyme, voir Mojo.
 (novembre 2017).
Isidore Modjo est un compositeur camerounais. Il est l'auteur de plusieurs musiques de génériques d'émissions de la CRTV, avec lequel il est en conflit pour droits impayés.

## Biographie

### Carrière
Isidore Modjo est le concepteur du générique du journal parlé de la radio publique au Cameroun.

### Œuvres
- Les Emeraudes (2006).
- Donzy. L’arnaqueur arnaqué. (2007)[3]

## Démêlés financiers avec la CRTV
Isidore Modjo est de 2015 à 2017 dans un conflit avec son ancien employeur - la CRTV - pour non paiement des droits d'auteur. Malgré plusieurs lettres des services du premier ministères (29 mars 2017 et 04 Oct. 2017),, il s’enchaîne,, fait sitting et grèves de la faim pour non règlement de 50 millions de FcFa (env. 75 000 €). 